# Cataetyx simus
Cataetyx simus är en fiskart som beskrevs av Garman, 1899. Cataetyx simus ingår i släktet Cataetyx och familjen Bythitidae. Inga underarter finns listade i Catalogue of Life.